# Alaisa Paschkewitsch

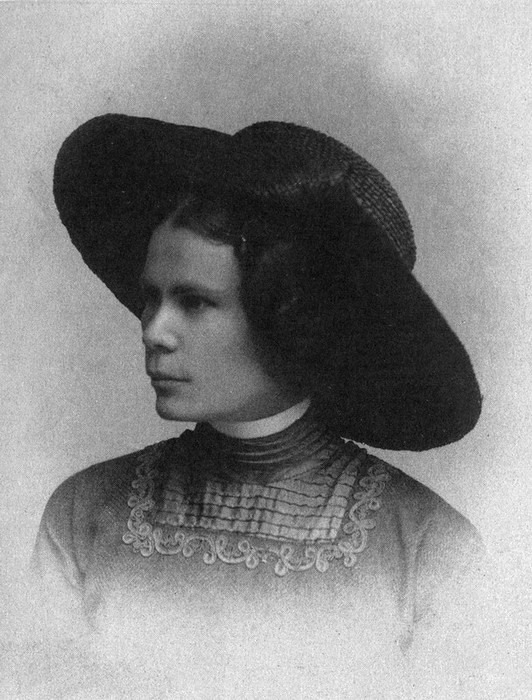
Alaisa Paschkewitsch

Alaisa Paschkewitsch (Pseudonym meist Цётка (Zjotka); belarussisch Алаіза Сцяпанаўна Пашкевіч Ałaiza Paškievič; polnisch Ałaiza Paszkiewicz; * 15. Juli 1876 auf Gut Pieszczyn im Powiat Lida; † 5. Februar 1916 in Lida, Russisches Kaiserreich) war eine belarussische Dichterin und Autorin sowie soziale und politische Aktivistin zur Zeit der national-demokratischen Wiedergeburt.

## Leben
Paschkewitsch stammte aus einer wohlhabenden Adelsfamilie. Sie hatte zwei Brüder, die 1915 an der Front fielen, und drei Schwestern. Ihre Schulbildung erhielt sie vom Hauslehrer, an einer Privatschule in Wilna und am Mädchengymnasium in Sankt Petersburg. Dort besuchte sie von 1902 bis 1904 Lesgaft-Kurse und erwarb Kenntnisse und Bildung in Medizin und Hygiene. Paschkewitsch wird Mitglied des Studentenkreises «Круг беларускай народнай прасветы» (Kreis für belarussische Volksbildung), der eine nationale Befreiung von Belarus anstrebt. In dieser Zeit beginnt sie zu dichten, schreibt aber auch politische Broschüren. Paschkewitsch wurde 1903 Mitbegründerin der Belarussischen Sozialistischen Hramada (belarussisch Беларуская Сацыялістычная Грамада; Bjelaruskaja Sazyjalistytschnaja Hramada), der ersten politischen Partei des Landes.

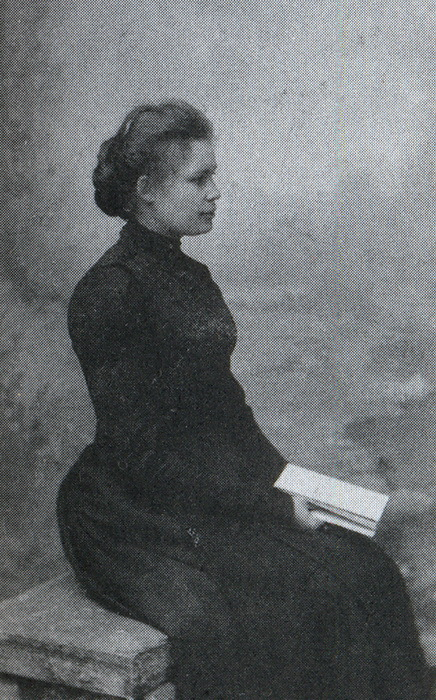
Alaisa Paschkewitsch (1904)

Paschkewitsch kehrte 1904 nach Wilna zurück und arbeitete dort als Arzthelferin im Krankenhaus. Zwei Jahre lang betrieb sie Propagandaarbeit. Sie organisierte revolutionäre Arbeiterkreise, schrieb Proklamationen und hielt Reden bei Kundgebungen und Versammlungen. Im Jahr 1905 war sie die Delegierte Wilnas bei einem Arbeiterinnen-Kongress in Moskau. Um politischer Verfolgung zu entgehen, geht Paschkewitsch Ende 1905 nach Lemberg im österreichisch-ungarischen Galizien. Dort wird sie Gasthörerin an der Universität Lemberg. Ihren Lebensunterhalt verdient sie als Masseurin. In dieser Zeit erscheinen die Gedichtsammlungen «Хрэст на свабоду» (Das Kreuz der Freiheit) und «Скрыпка беларуская» (Belarussische Violine). Mit einem falschen Pass besuchte Paschkewitsch Wilna, wo sie an der Gründung der Zeitung «Наша доля» (Nascha Dola) beteiligt war. Die erste Ausgabe beinhaltet ihre Geschichte Der Schwur mit blutigen Fingern. Weitere Werke schickt sie an «Наша Ніва» (Nascha Niwa). Ihre Arbeit wird durch eine Tuberkulose beeinträchtigt, von der sie sich in Zakopane erholt.
Zwei weitere Jahre (1908–1909) studierte Paschkewitsch an der humanistischen Fakultät der Jagiellonen-Universität in Krakau, wo sie auch Mitglied der revolutionären Jugendorganisation der Universität wurde. Angeregt durch Irena Solska beschäftigte sie sich mit Theater und verfasste über das belarussische Stabfigurentheater «Батлейка» eine wissenschaftliche Arbeit.
Im Jahr 1911 gründete sie mit Uladsislawa Luzewitsch, die fünf Jahre später Janka Kupala heiratete, mehrere belarussische Schulen im Untergrund. Alaisa Paschkewitsch heiratete im Februar 1912 Steponas Kairys, einen litauischen Ingenieur und Aktivisten. Mit dem Ehenamen im Pass konnte sie offiziell nach Wilna und Belarus zurückkehren. Dort wirkte sie an mehreren Aufführungen der Truppe «Трупа Буйніцкага» von I. Bajnicki (Ігнат Цярэнцьевіч Буйніцкі) mit, die mit Theateraufführungen Volksbildung vermittelte. Paschkewitsch war 1914 Gründerin und erste Redakteurin von «Лучынка» (Łučynka, Fackel), der ersten belarussischen Zeitschrift für Kinder und Jugendliche. Ihr schlechter Gesundheitszustand zwang sie zu Erholungsaufenthalten in Finnland und Schweden.
Im Ersten Weltkrieg arbeitete Paschkewitsch als Krankenschwester und betreute Typhuspatienten. Daneben war sie weiterhin im Bildungsbereich tätig, gründete Schulen und bemühte sich um Kurse für Lehrer, die sie auch selbst ausbildete. Im November 1915 konnte die erste belarussische Schule in Wilna eröffnet werden. Anfang 1916 reiste sie zum Begräbnis ihres Vaters und half dort Dorfbewohnern, die an Typhus erkrankt waren.
Geschwächt durch Tuberkulose und Hunger starb Alaisa Paschkewitsch am 5. Februar 1916.

## Bekannte Werke
Beeinflusst vom Werk Franzischak Bahuschewitschs beginnt Paschkewitsch 1902 zu schreiben. Zu ihrem Werk gehören Poesie, Prosa, journalistische Publizistik und wissenschaftliche Essays. Im Laufe von 14 Jahren benutzte sie eine Reihe von Pseudonymen, von denen «Цётка» (Zjotka, Ciotka) das bekannteste ist. Daneben veröffentlichte Paschkewitsch als: Мацей Крапіўка, Крапіўка, М. Крапівіха, Крапівіха, Гаўрыла з Полацка, Гаўрыла, Тымчасовы und Банадысь Асака.

## Bekannte Werke (Auswahl)
- Скрыпка Беларуская (Belarussische Violine)
- Вам, суседзі (An Euch, Nachbarn)
- Лета (Sommer)
- Мае думкі (Meine Gedanken)
- Вера беларуса (Glaube eines Belarussen)
- Мужык не зьмяніўся (Der Mensch hat sich nicht verändert)
- На магіле (Auf dem Friedhof)
- На чужой старонцы (Auf der anderen Seite)
- Восень (Herbst)
- Артыст грайка (Artist Grajka)
- Хрэст на свабоду (Das Kreuz der Freiheit)
- Мора (Meer)
- Добрыя весці (Gute Nachricht)
- Бунтаўнік (Ein Rebell)
- Пад штандарам (Mit dem Banner)
- Перад Новым годам (Am Silvesterabend)
- Лясы (Wald).